# Красный Мост (Гомельская область)
Красный Мост (бел. Красны Мост) — деревня в Заспенском сельсовете Речицкого района Гомельской области Белоруссии.

## География

### Расположение
В 15 км на юго-восток от районного центра и железнодорожной станции Речица (на линии Гомель — Калинковичи), 65 км от Гомеля.

### Гидрография
На реке Днепр.

### Транспортная сеть
Рядом автодорога Лоев — Речица. Планировка состоит из прямолинейной улицы, ориентированной с юго-востока на северо-запад, к центру которой с востока присоединяется переулок. Застройка двусторонняя, деревянная, неплотная, усадебного типа.

## История
Основана в начале 1920-х годов переселенцами из соседних деревень на бывших помещичьих землях. В 1931 году организован колхоз. Согласно переписи 1959 года в составе колхоза «Советская Беларусь» (центр — деревня Заспа).

## Население

### Численность
- 2004 год — 55 хозяйств, 112 жителей.

### Динамика
- 1959 год — 211 жителей (согласно переписи).
- 2004 год — 55 хозяйств, 112 жителей.

## Известные уроженцы
- В. В. Ярац — белорусский поэт и литературовед.